# 한산로
한산로(Hansan-ro)는 경기도 파주시 탄현면 금승리에 있는 파주시도로, 총 연장은 841m이다. 도로의 명칭이 유래된 것은 주위가 야산으로 둘러싸여 있고 조용하다고 하여 붙여진 이름에서 따왔다.

## 역사
- 2008년 10월 17일 : 도로명으로 한산로를 고시

## 지리

### 주요 경유지
- 파주시
  - 탄현면 (금승리)

### 접촉하는 도로
- 방촌로

### 주요 건물 및 시설
- 공단식당 (한산로 5/금승리 594-4)
- 대한정공 (한산로 14/금승리 595-1)
- 영중산업 (한산로 19/금승리 590-5)
- 상록식품 (한산로 24/금승리 592-2)
- 성우프라테크 (한산로 26/금승리 592-1)
- 타워피엔씨 (한산로 30/금승리 591-1)
- 성신산업 (한산로 31/금승리 585-5)
- 대림인쇄 (한산로 57-1/금승리 469-2)
- 스피드코텍 (한산로 65/금승리 469-15)
- AEPEL (한산로 70-12/금승리 445-13)
- 건흥 (한산로 71/금승리 468)
- 중앙체육 (한산로 75/금승리 467)